# Kenkojuku
El karate-Do kenkojuku es la primera variante conocida del estilo Shotokan de karate-Do, anterior a la propuesta por la Asociación Japonesa de Karate o JKA (Japan Karate Association). El karate Shotokan Kenkojuku fue fundado en 1942 por algunos de los primeros alumnos del maestro Gichin Funakoshi, y preservado por el maestro Tomosaburo Okano. El estilo Kenkojuku no solamente es similar al estilo okinawense del maestro Funakoshi (muy similar al estilo Kobayashi Shorin Ryu actual) sino que es asimismo fruto de las enseñanzas del hijo del maestro Funakoshi, Yoshitaka (Gigo) Funakoshi. Esto se evidencia en el desarrollo de las patadas altas, el uso generalizado de las posiciones bajas, los chequeos, varios bloqueos, y el énfasis en los golpes de puño y de mano abierta, por encima de los lanzamientos, o las luxaciones, los cuales son entrenados de forma discreta. Dando una mayor importancia al karate en su faceta de Gendai Budo; es decir como un camino o "DO" siendo este un modelo para la formación emocional del individuo, y como un método de defensa personal, más que a su faceta como deporte de combate.

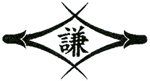
logo del Shotokan Kenkojuku Karate-Do

Según el maestro fundador Tomosaburo Okano, kenkojuku quiere decir: "Fortaleza interna y humildad externa", otras traducciones son "salud y virtud", o "fraternidad y honor" 
El Shihan Koji Sugimoto (6 Dan), explica: "ken" significa un lugar donde se reúne la gente, "ko" significa juntos, "juku" significa escuela, todo quiere decir: escuela donde la gente se reúne, en busca de su bienestar.

## Historia

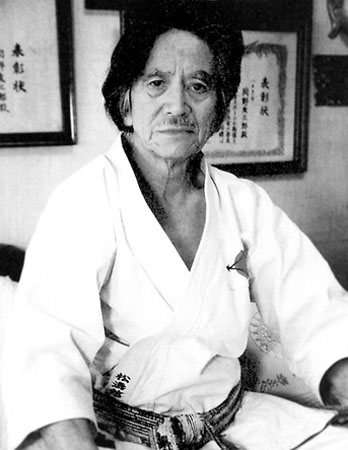
El maestro Tomosaburo Okano fundador del Shotokan Kenkojuku

En 1937 a sus 17 años, Tomosaburo Okano, practicante avanzado del arte marcial del Iaido (esgrima japonesa), comenzó su entrenamiento en Karate-Do con el sempai Toshio Igarashi, del dojo de la universidad de Takushoku en Tokio. En 1939, a sus 19 años el joven Okano fue presentado ante el maestro Gichin Funakoshi y su hijo Yoshitaka. En octubre del mismo año los karatekas Susuki Shinjo, kaneku Isamu y Takagi Yoshitomo establecieron el kenkokai karate-bu, un club para el desarrollo e investigación en karate, en el distrito hachioji- shi en Tokio. Pero el 29 de abril de 1945, el dojo Shotokan original fue destruido por un bombardeo de los países aliados durante la Segunda Guerra Mundial (1939 - 1945). Y el 24 de noviembre del mismo año el maestro Yoshitaka Funakoshi fallece a sus 39 años debido a una tuberculosis mal tratada debido a la ausencia de medicamentos, como consecuencia de la guerra. En 1945, los Estados Unidos tras invadir al Japón dieron origen a la democracia partidista, y al periodo de prohibición de la práctica de todas las artes marciales, cerrando la mayoría de dojos y salas de entrenamiento a lo largo del país. Sin embargo en el mismo año el maestro Okano tras regresar de la fuerza aérea logra revivir al kenkokai karate-bu de forma clandestina. En 1948 se levanta la prohibición, y el kenkokai karate-bu cambia su nombre por el de kenkojuku Budokan, siendo reubicado en Minamimachi, prefectura de Hiroshima. El 30 de noviembre de 1955, el maestro Gichin Funakoshi y sus dos hijos sobrevivientes visitaron el dojo Kenkojuku para una ceremonia especial, donde se reconoció oficialmente al dojo.
El 26 de abril de 1957, fallece el maestro Gichin Funakoshi a sus 88 años, en Tokio.
En sus últimos años el maestro Okano, ya retirado de la enseñanza se dedica al arte  del "Kado", más conocido como Ikebana, el 19 de julio de 2003, a los 81 años fallece el maestro Tomosaburo Okano a sus 81 años. Logrando ser parte del panel de maestros de la Federación Japonesa de Karate o (JKF) Japan Karate-do Federation con un grado de 8 DAN, en Karate, Y un grado de maestro 7 Dan en el arte del Iaido, de parte de la Federación japonesa de Kendo o (JKF) Japan Kendo Federation.  

El Kenkojuku hombu dojo pasa a ser dirigido por su hijo, el maestro Tomakatsu Okano.
Actualmente el Kenkojuku Hombu Dojo está localizado en: 8-5, Minami-cho Hachioji-Shi Tokio, 192 Japón.

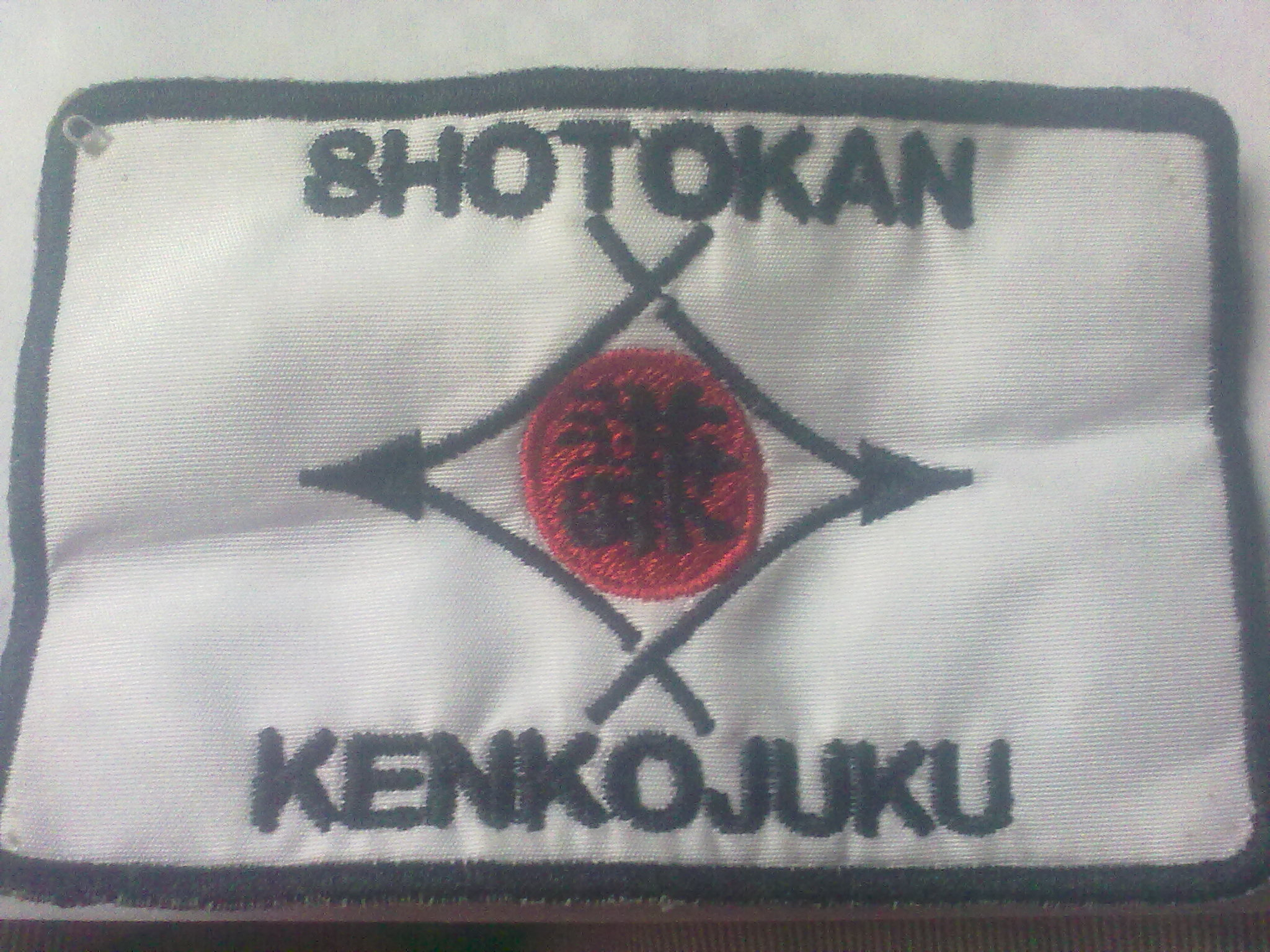
logo Karate Shotokan Kenkojuku grados Kyu

## El logo del Shotokan Kenkojuku Karate-Do
El logo está formado por el ideograma "kenko" (salud o bienestar) rodeado de dos agujas de pino verdes,  A pesar de que “Kenko” significa salud en japonés, el ideograma tiene un significado más profundo, más esotérico que la salud física, y engloba el bienestar emocional en la mente y el espíritu. "Ken" es humildad, el someterse uno mismo al camino. forjándose mediante de entrenamiento constante, para desarrollarse en un mejor ser humano; "ko" significa el asociarse, el compartir, y "juku" significa tutor por ende kenkojuku es “un lugar en el cual aprender a ser humilde, ayudando a los demás a lograr la perfección en el carácter“ por medio del estudio del Karate-Do. Las agujas de pino cruzadas representan el trabajo en parejas y su color verde representa su madurez; lo cual busca el ser siempre joven, flexible, de mente abierta y siempre dispuesto a aprender. 

El logo del estilo Kenkojuku de Karate-Do Shotokan, es usado por los alumnos de varios dojos a nivel mundial, siendo su centro un círculo rojo (grados kyu) o un círculo dorado (grados Dan).

## Características generales
Puesto que el estilo esta mejor orientado en su biomecánica respecto a la dirección de las técnicas, que otras variantes del karate Shotokan; Hay diferencias importantes en la forma en que varios gestos son ejecutados. Algunos ejemplos son: el bloqueo ascendente o  "age-uke", el cual inicia alineando los antebrazos desde la línea media del cuerpo para finalizar con el antebrazo ligeramente angulado aproximadamente a 45 grados, el bloqueo/ chequeo bajo o "gedan barai" inicia con los brazos cruzados uno sobre el otro para finalizar orientado con la línea media del cuerpo, en la técnica de bloqueo medio o de fuera hacia dentro o "soto uke" se realiza desde un arco más amplio, los bloqueos a doble mano o reforzados; como "chudan morote uke", "jodan ude morote uke", "jodan shuto uke", etc. Se inician asimismo desde posiciones con las manos juntas. La rotación de cadera es doble e incluye un movimiento de rotación tanto centrífuga como centrípeta, dando lugar a un doble ajuste.  En sus inicios, el estilo realizaba las posiciones base como "kokutsu dachi", y "neko ashi dachi" muy bajas así eran más exigentes que en la actualidad (donde la posición "kokutsu dachi" es igual a la propuesta por la JKA), la mano sable o "shuto" tiene una posición en un plano más vertical o directo al defender similar al golpe conocido como Seiryuto uchi / uke, y al golpear en el plano horizontal, no rodea el objetivo sino lo golpea de forma más directa similar a una estocada que corta, asimismo la patada circular o "mawashi geri" se enfoca en un ángulo ligeramente decente, es decir con una mayor rotación interna de la cadera cuando golpea con el metatarso del pie. Además entre las formas o kata bàsicas, intermedias y avanzadas hay una mayor claridad en los movimientos en común o "de enlace" que asocian a los diferentes katas sean básicos, intermedios o avanzados entre sí; además de algunos cambios de movimientos, o movimientos adicionales y/o cambios en el "embusen" en los katas avanzados y una mayor orientación hacia el golpeo en las aplicaciones o "bunkai" de los katas. Asimismo dentro del currículo para los grados Dan (cinturones negros), el karate Shotokan Kenkojuku incluye además de las formas comunes a las diferentes variantes del shotokan; las katas "Tomari no Rohai", "Tomari no Wankan" y "Niseishi", provenientes de otros estilos de karate como el Chitō-ryū (千唐流) (fundado por el maestro Tsuyoshi Chitose), y el Shito Ryu (糸東流) del maestro kenwa Mabuni). También hay que notar que la posición para combate libre o "ju- dachi" propia del estilo es similar (aunque mucho más baja, larga y ancha) a la usada en la esgrima japonesa moderna o Kendo, con ambos puños verticales orientados al frente cuidando la línea central del cuerpo, y los talones de ambos pies ligeramente levantados, preparados para impulsar al cuerpo, a semejanza de como se sostiene el sable de bambú o shinai en el Kendo. La forma de combate tradicional en el estilo busca más el uso de los ataques en combinación de manera continua. En lugar del combate deportivo (Shiai kumite) difundido por la WKF (Federación Mundial de Karate), o de semi-contacto por puntos que está centrado en el ciclo de entrar - anotar / marcar - salir.
A similitud de los estilos de karate clásicos de Okinawa como el Shorin Ryu, el Gōjū Ryū y el Uechi Ryū; y a diferencia de las variantes japonesas del estilo Shotokan de karate-do propuestas por la JKA y las múltiples asociaciones y federaciones "Shotokan" derivadas de los maestros provenientes de su programa de instructores o "Kenshusei" como: SKI, ITKF, KWF, SKA, WTKO, ASAI, etc., el Karate-Do Shotokan Kenkojuku teniendo en cuenta la experiencia marcial previa del maestro fundador Okano (8 Dan en  Kobudo) (古武道), en el estilo Sokan Ryu (arte marcial de las armas tradicionales tanto de origen okinawense como japonès); incluye también el entrenamiento (kihon, kata y kumite), de varias armas tradicionales incluyendo: el bastón largo o bō, las macanas dobles o tonfa, las dagas o tridentes sai,  y el bastón de dos secciones o nunchaku. Además, debido a la práctica del arte del Iaido (居合道) (arte del manejo y desenvaine del sable japonés desde la funda) por parte del maestro Okano, (7 Dan), este se incluye como práctica complementaria en el currículo avanzado.

## Instructores a nivel mundial más conocidos del Shotokan Kenkojuku Karate-Do

### Tomosaburo Okano
El fundador e instructor en jefe de la Federación Shotokan Kenkojuku era el maestro Tomosaburo okano, nacido en 1920. Fue uno de los primeros estudiantes directos del maestro Gichin Funakoshi, asimismo fue inicialmente miembro de la asociación Shotokai, en sus comienzos.
Dai Nihon Karate-do Shotokai.
En 1942, a Okano y a otros estudiantes del maestro Funakoshi se les concedió permiso para comenzar el club Kenkokai Karate-bu, en la ciudad de Hachiōji. En 1948, el club pasó a ser conocido como el Kenkojuku Budokan. el karate de Okano fue influenciado por Gichin y Yoshitaka (Gigo) Funakoshi. El maestro Okano retuvo inicialmente el linaje de la Shotokai, y el nombre Shotokan para su estilo de karate, pero eventualmente se dio a conocer como karate kenkojuku. Es importante notar que el maestro Okano hizo parte de la junta de maestros de alto grado pertenecientes a la Federación Japonesa de Karate o JKF (Japan Karate Federation), y fue declarado un tesoro viviente del Japón, antes de su fallecimiento en el 2003.
El maestro Tomosaburo Okano, poseía igualmente altos grados en Kobudo 8 Dan y en Iaido 7 Dan.
Algunos de sus estudiantes más famosos son (o fueron) Takeshi Akuzawa, Toyotaro Miyazaki, Kazuo Kuriyama, Masakazu Takahashi, Koji Sugimoto, Minoru Horie, John Slocum, Larry Durst, Ted Ratich, Bernard Pierce, Fred Hamilton, Stuart Hirschfield.

### Toyotaro Miyazaki
Toyotaro Miyazaki nació en Tokio, Japón. comenzó su entrenamiento en karate a los 15 años bajo Tomasaburo Okano en el dojo Kenkojuku. Entreno en karate kenkojuku hasta los 25 años, antes de viajar a los Estados Unidos. logró fama como un fiero competidor en kata y kumite, gracias a esto fue fotografiado en varias oportunidades para las portadas de las revistas Black Belt magazine, Karate Illustrated y Official Karate.
Tras establecerse en Flushing, New York por más de 30 años, Miyazaki ha enseñando a miles de instructores y producido varios cinturones negros, de los cuales algunos tienen en la actualidad sus propios dojos. 
Miyazaki fue el antiguo instructor de karate en la universidad de Long Island (Long Island University). Es actualmente parte de la junta directiva de la Federaciòn Shotokai Internacional (International Shotokai Federation). Se retiró de la enseñanza en el 2004.

### Masakazu Takahashi
Takahashi es un cinturón negro octavo Dan y cabeza de la Asosiaciòn de karate kenkojuku de los Estados Unidos (United States Kenkojuku Karate Association). Takahashi comenzó su entrenamiento en karate en 1961 bajo Tomosaburo Okano. En 1971, viajó a los Estados Unidos para comenzar su carrera como instructor de karate. Comenzó en Queens, New York. El maestro Takahashi tiene dos dojos en Mt. Kisco y Amityville, New York los cuales han funcionado por más de 20 años.

### Takashi Akusawa
El Shihan Takashi Asukawa fue enviado a los EE. UU. en 1961 por medio del patrocinio de James Arwood, a la ciudad de Memphis, Tennessee para enseñar y promover el karate Kenkojuku, con la ayuda del señor Arwood, se colocó un Dojo en la ciudad de Jackson, Misuri. Eventualmente el sensei Akusawa dejó al señor Arwood y estableció su propio Dojo en Miami, Florida. El Dojo Samurai, en Coral Gables, desfortunadamente debido a una enfermedad grave, se vio obligado a regresar al Japón, donde falleció .

### Koji Sugimoto
El Shihan Koji Sugimoto es un cinturón negro Sexto Dan, por la JKF (Federación Japonesa de Karate) y séptimo Dan por la WKF (Federación Mundial de Karate). Nació en Tokio, en 1947. A los 14 años comenzó su estudio del karate bajo el maestro fundador Tomosaburo Okano; Shihan Sugimoto continua ampliando su conocimiento y habilidades en el arte del karate en la actualidad. El Shihan actualmente enseña en la ciudad de Miami, Florida, desde hace más de 40 años. 
En 1970 el Shihan Sugimoto estuvo clasificado dentro de los primeros 10 competidores en Japón, siendo reconocido en su madurez como árbitro internacional. Él ha enseñado, competido, juzgado, y arbitrado en varios países del lejano oriente, Europa, Sur América, y en Los Estados Unidos, durante más de 40 años. Bajo su guía el estilo Shotokan Kenkojuku es enseñado en varios dojos en América, Europa, Sudamérica y el Caribe.